# Mareuil-lès-Meaux
Mareuil-lès-Meaux là một xã ở tỉnh Seine-et-Marne, thuộc vùng Île-de-France ở miền bắc nước Pháp.

## Dân số
Người dân ở đây được gọi là Mareuillois.
Điều tra dân số năm 1999, xã này có dân số là 1.579.